# Калик, Энтони
Энтони Калик (англ. Anthony Kalik; 5 ноября 1997 года, Сент-Леонардс, Австралия) — австралийский футболист, играющий на позиции полузащитника. Ныне выступает за хорватский клуб «Хайдук Сплит».

## Клубная карьера
Энтони - австралиец, воспитанник различных австралийских клубов. Выпустился из академии клуба «АИС», где и начал свою карьеру. В 2013 году он подписал свой первый профессиональный контракт с клубом «Сентрал Кост Маринерс», что сделало его на тот момент самым молодым футболистом континента.
7 февраля 2015 года он дебютировал в австралийской лиге в поединке против «Аделаиды Юнайтед», выйдя на замену на 60-й минуте вместо Энтони Касереса.
1 февраля появилась информация, что Энтони арендовал хорватский клуб «Хайдук» сроком на полгода, до конца чемпионата. Молодого парня заметил бывший игрок команды - Йосип Скоко, который и предложил просмотреть его в деле. 20 февраля 2016 года Калик дебютировал в чемпионате Хорватии в поединке против Локомотивы, выйдя на замену вместо Мануэля Артеаги после перерыва. Всего за прошедшие полгода игрок провёл 11 встреч, ни разу не отличившись.
28 мая 2016 года «Хайдук» выкупил контракт игрока за 32000 евро, что стало первым трансфером с оплатой для клуба с 2012 года.

## Карьера в сборной
Принимал участие в двух матчах молодёжной сборной Австралии до 20 лет.

## Семья
Калик имеет хорватские корни. В детстве его семья переехала в Австралию с хорватского острова Корчула. Отец - Денис - футболист местной островной команды. Мать - Францис - уроженка города Вела-Лука.